# Miguel Gutiérrez (labdarúgó, 1956)
Miguel Ángel Gutiérrez La Rosa (1956. november 19. –) válogatott perui labdarúgó, középpályás.

## Pályafutása

### Klubcsapatban
1979 és 1983 között a Sporting Cristal, 1985-ben az Universitario labdarúgója volt. A Sportinggal három, az Universitarióval egy bajnoki címet nyert.

### A válogatottban
1980 és 1984 között hét alkalommal szerepelt a perui válogatottban. Részt vett az 1982-es spanyolországi világbajnokságon.

## Sikerei, díjai
Sporting Cristal
- Perui bajnokság
  - bajnok (3): 1979, 1980, 1983

 Universitario
- Perui bajnokság
  - bajnok: 1985